# حمله صرع
حمله صرع (به انگلیسی: Seizure یا Epileptic Seizure) نشانگانی متناوب است که با فعالیت عصبی همزمان در مغز رخ می‌دهد. این نوع حمله، اثرات بیرون متنوعی دارد چون: حرکات لرزشی کنترل‌نشده که قسمت‌های مختلف بدن را درگیر کرده و با از دست رفتن هوشیاری (حمله تونیک-کلونیک) همرا است یا حرکات لرزشی همراه هوشیاری متغیر (حمله کانونی) یا از دست رفتن هوشیاری لحظه ای (حمله غیاب). بسیاری از مواقع این دوره‌ها (اپیزودها) ۲ دقیقه طول می‌کشد و کمی طول می‌کشد تا به حالت عادی برگردد. همچنین ممکن است بی‌اختیاری ادرار روی دهد.
حمله صرع، یک تغییر ناگهانی در رفتار، حرکت یا هوشیاری است که به دلیل فعالیت الکتریکی غیرطبیعی در مغز رخ می‌دهد. تشنج‌ها می‌توانند در افراد مختلف ظاهر متفاوتی داشته باشند. ممکن است به صورت لرزش غیرقابل کنترل تمام بدن (تشنج تونیک-کلونیک) یا خیره شدن فرد برای چند ثانیه (تشنج غیابی) بروز کنند. اکثر حملات صرع کمتر از دو دقیقه طول می‌کشند و پس از آن فرد دچار گیجی یا خواب‌آلودگی می‌شود تا زمانی که به حالت طبیعی بازگردد. اگر یک حمله صرع بیش از ۵ دقیقه طول بکشد، یک وضعیت اورژانسی پزشکی (بحران صرعی) محسوب می‌شود و نیاز به درمان فوری دارد.
حملات صرع به دو دسته تحریک‌شده (provoked) و تحریک‌نشده (unprovoked) تقسیم می‌شوند. حملات صرع تحریک‌شده دلایلی دارند که قابل درمان هستند، مانند قند خون پایین، ترک الکل، تب بالا، سکته اخیر، یا ضربه مغزی اخیر. حملات صرع تحریک‌نشده، علت مشخص یا قابل درمانی ندارند. نمونه‌هایی از آن شامل سکته‌های قبلی، تومورهای مغزی، ناهنجاری‌های عروقی مغز، و اختلالات ژنتیکی هستند. اگر هیچ علتی یافت نشود، به آن حملات صرع ایدیوپاتیک گفته می‌شود. پس از اولین حمله صرع تحریک‌نشده، احتمال بروز حمله صرع دوم در عرض دو سال حدود ۴۰٪ است. افرادی که حمله صرع تحریک‌نشده مکرر دارند، مبتلا به صرع (epilepsy) تشخیص داده می‌شوند.
پزشکان برای ارزیابی یک حمله صرع، ابتدا شرایط دیگری را که شبیه حمله صرع به نظر می‌رسند، مانند غش کردن و سکته مغزی، رد می‌کنند. این ارزیابی شامل گرفتن شرح‌حال دقیق و آزمایش‌های خون است. همچنین ممکن است نوار مغز (EEG) و تصویربرداری مغز (سی‌تی‌اسکن، MRI یا هر دو) درخواست شود. اگر حمله صرع فرد برای اولین بار رخ داده و «تحریک‌شده» باشد (یعنی به دلیل شرایط دیگری ایجاد شده باشد)، درمان علت اصلی معمولاً برای درمان تشنج کافی است. اما اگر حمله صرع «تحریک‌نشده» باشد، تصویربرداری مغز غیرطبیعی باشد و/یا نوار مغز غیرطبیعی باشد، شروع داروهای ضدحمله صرع معمولاً توصیه می‌شود.

## علائمی
حمله صرع می‌تواند از چند ثانیه تا ۵ دقیقه طول بکشد. وقتی مدت آن به ۵ دقیقه می‌رسد یا از آن عبور می‌کند، به آن صرع ممتد یا status epilepticus گفته می‌شود. علائمی که معمولاً در حملات صرع دیده می‌شوند شامل بی‌اختیاری ادرار، نشت مدفوع، گاز گرفتن زبان، کف کردن دهان، و کبود شدن بدن به دلیل ناتوانی در تنفس هستند.
معمولاً پس از حمله صرع، دوره‌ای از گیجی وجود دارد که ممکن است از چند ثانیه تا چند ساعت طول بکشد تا فرد به حالت عادی بازگردد. این دوره را دوره پس از حمله صرع یا postictal period می‌نامند. علائم دیگر در این دوره می‌توانند شامل خواب‌آلودگی، سردرد، دشواری در صحبت کردن، روان‌پریشی، و ضعف بدنی باشند.
علائم و نشانه‌های قابل مشاهده در حملات صرع بسته به نوع آن متفاوت است. حملات صرع بر اساس ناحیه‌ای از مغز که درگیر می‌شود، به دو دسته کلی حملات صرع گسترده (generalized seizures) و حملات صرع کانونی (focal seizures) تقسیم می‌شوند.